# Bernhard Reitshammer
Bernhard Reitshammer (Innsbruck, 17 de junio de 1994) es un deportista austríaco que compite en natación.
Ganó una medalla de plata en el Campeonato Mundial de Natación en Piscina Corta de 2024, dos medallas en el Campeonato Europeo de Natación, en los años 2022 y 2024, y dos medallas en el Campeonato Europeo de Natación en Piscina Corta, en los años 2021 y 2023.

## Palmarés internacional
| Campeonato Mundial en Piscina Corta | Campeonato Mundial en Piscina Corta | Campeonato Mundial en Piscina Corta | Campeonato Mundial en Piscina Corta |
| Año                                 | Lugar                               | Medalla                             | Prueba                              |
| ----------------------------------- | ----------------------------------- | ----------------------------------- | ----------------------------------- |
| 2024                                | Budapest (Hungría)                  | Medalla de plata                    | 100 m estilos                       |
| Campeonato Europeo                  |                                     |                                     |                                     |
| Año                                 | Lugar                               | Medalla                             | Prueba                              |
| 2022                                | Roma (Italia)                       | Medalla de bronce                   | 4 × 100 m estilos                   |
| 2024                                | Belgrado (Serbia)                   | Medalla de oro                      | 4 × 100 m estilos                   |
| Campeonato Europeo en Piscina Corta |                                     |                                     |                                     |
| Año                                 | Lugar                               | Medalla                             | Prueba                              |
| 2021                                | Kazán (Rusia)                       | Medalla de bronce                   | 100 m estilos                       |
| 2023                                | Otopeni (Rumania)                   | Medalla de oro                      | 100 m estilos                       |